# ジム・バッケン
ジム・バッケン(Jim Bakken 1940年11月2日 -)はウィスコンシン州マディソン出身のアメリカンフットボール選手。ポジションはキッカー。NFLのセントルイス・カージナルスで1962年から1978年まで17シーズンプレーした。プロボウルに4回選ばれた。プロフットボール殿堂より、1960年代オールディケイドチーム、1970年代オールディケイドチームに選ばれている。

## 経歴
ウィスコンシン大学マディソン校2年次の1959年、オールカンファレンスに選ばれる活躍を見せて、1960年1月1日に行われたローズボウル出場に貢献した。パンターとして、1960年、1961年と2年連続でビッグ・テン・カンファレンストップの成績をあげた。
1960年にはパンターとして平均41.9ヤードを記録、大学史上初めてシーズン平均40ヤード以上の成績をあげた。1961年のノースウェスタン大学戦では90ヤードのパントを蹴っている。
1962年のNFLドラフト7巡でロサンゼルス・ラムズに指名された。ラムズのロースターには残れなかったが、その年途中よりセントルイス・カージナルスに加入、主にキックオフを担当した。1963年より正キッカーとなり、1978年まで17シーズンに渡りカージナルスでプレーした。
1965年にはNFLトップのFG成功率をあげて、初のプロボウルに選ばれた。この年はパンターとしても起用され平均42.2ヤードの成績をあげている。
1967年9月24日のピッツバーグ・スティーラーズ戦では、NFL新記録となる7FGをあげた。この記録1試合最多FGとして、1989年のリッチ・カーリス、1996年のクリス・ボニオル、2003年のビリー・カンディフと並び長年NFL記録として残っていたが、2007年にロブ・ビロナスが8FGを成功させて記録は更新された。
1975年、1976年と2年連続プロボウル、オールプロに選ばれた。この2シーズンで、チームは21勝をあげた。1978年シーズン終了後引退した。
1984年にマディソンのスポーツ殿堂に選ばれている。またその後、ウィスコンシン大学のスポーツ殿堂にも選ばれた。
ビッグ・テン・カンファレンスの年間最優秀キッカーに与えられる賞には彼とモーテン・アンダーセンの名前が用いられている。